# Artemisa (stad)
Artemisa is een gemeente en stad op Cuba aan de zuidkust van het eiland Cuba. De stad is sinds 2010 de hoofdstad van de gelijknamige provincie.
Artemisa behoorde tot de provincie Pinar del Río tot 1970, nadien werd het overgeheveld naar de Ciudad de La Habana. In 2010 werd een nieuwe provincie gevormd met acht gemeenten uit La Habana en drie gemeenten uit Pinar del Río, en werd Artemisa de provinciehoofdstad.

## Bezienswaardigheden
- Cafetal Angerona
- Hotel Campoamor
- Museo Municipal de Artemisa

## Geboren
- Arturo Sandoval (1949), jazztrompettist en pianist
- Orlando Ortega (1991), Cubaans-Spaans atleet
- Lidianny Echevarría (1996), beachvolleyballer